# Салонски стан
Салонски стан или тзв. салонац је термин који се у науци и пракси доводи у везу са аутентичним концептом просторне и функционалне организације господских станова у најамним вишепородичним зградама, који су грађени за богате трговце и чиновнике у периоду између два светска рата у Србији. Структура салонских станова је карактеристична по централном вишенаменском предсобљу, које је поред комуникационе улоге најчешће имало и функцију свечане трпезарије која се користила у посебним приликама (окупљања, крсне славе и сл.).
Иако је термин салонски стан у данашње време у пракси у широкој употреби, по мишљењу архитеката-научника термин је неодговарајући, јер сугерише да је просторија салона најзначајнија структурална карактеристика овог типа стана. Међутим, научном анализом долази се до закључка да је основна карактеристика овог стамбеног обрасца постојање централног предсобља, а не салонска просторија, због чега би исправнији назив био „стан централног плана између два светска рата” или „стан са централним предсобљем”, јер би се тиме истакла њихова кључна структурална карактеристика, а то је да се просторије групишу око средишта које чини трпезарија као центар породичног живота. Већина истраживача када говори о салонским становима, доводи их у везу са концептом београдског стана, који је настао између два светска рата у Београду, а потом се проширио по већим градовима широм Србије. Термин београдски стан је карактеристичан не само за међуратни период, већ и за истраживања и пројекте који су потекли са Архитектонског факултета Универзитета у Београду током 60-их година (М. Бајлон, Б. Алексић и др.), када су се јављали покушаји да се поједине карактеристике међуратног стана пренесу и примене на станове из периода масовне стамбене изградње.

## Порекло и развој концепта
Термин салонски стан води порекло од речи салон која је први пут примењена у Француској око средине XVII века (1664. год.) и настала је од италијанске речи sala, што означава велики простор за пријем у италијанским вилама. Појам салон се најчешће доводи у везу са литерарним окупљањима која су била карактеристична за француско буржоаско друштво, међутим, опште је прихваћено мишљење да су салони били у примени још од почетка XVI века (у Италији), па све до средине XVIII века (у Француској).
Концепт најамних вишеспратних зграда за становање у Србији у којима су пројектовани станови са салонима био је преузет из средње и западне Европе (Беч, Минхен, Будимпешта, Париз), посредством архитеката који су се школовали на престижним европским универзитетима. За разлику од салонских станова у вишеспратним стамбеним зградама за издавање, код једнопородичних вила у Београду и појединим градовима у Србији такође је био присутан салонски простор, међутим, концепти функционалне организације просторија су били слободнији, разноврснији и нису достигли аутентичан, препознатљив образац организације попут салонског стана у вишепородичним зградама. Трпезарија је код вишепородичних објеката у међуратном периоду била формирана у оквиру централног предсобља и јављала се као последица тежње ка уштеди фасадног фронта, који је био резервисан за собе и салон, због боље осветљености и репрезентативности простора. Код једнопородичних кућа и вила, трпезарија је углавном била оријентисана према дворишту, уз кухињу и економски улаз. Разлог за такву концепцију је у већини случајева постојање веће парцеле на којој се налазио објекат и која је пружала могућност слободније организације просторија у структури куће. Имајући у виду поменуто, није јасан разлог због чега су станови у вишеспратним најамним зградама добили епитет „салонски”, када је простор салона био присутан и код једнопородичних вила које су у периоду између два светска рата једнако репрезентативно биле пројектоване и грађене.

## Карактеристике
Уколико се спроведе анализа већег броја салонских станова и размотри концепт њихове просторне и функционалне организације, може се констатовати да типичан салонски стан подразумева постојање следећих обележја:
- Функционално одвајање простора за пријем од стамбених просторија ‒ непосредна повезаност улазног дела (антреа) са предсобљем (трпезаријом) и салоном указује на јасну диференцијацију просторија које служе за повремени пријем гостију у стану, од осталих просторија које се користе за одвијање свакодневних активности укућана;
- Предсобље се користи као свечана трпезарија ‒ у већини случајева предсобље је пројектовано са таквим димензијама да омогућава постављање великог трпезаријског стола за породична окупљања, свечаности и крсне славе. Најчешће је позиционирано у средишту стана и из њега се пружају улази у остале стамбене просторије и салон. Осветљено је природним путем, углавном преко економске лође са дворишне стране објекта;
- Салонски простор на уличној страни објекта ‒ просторија за пријем гостију (тзв. салон) се директно надовезује на предсобље и увек се налази на уличној страни објекта, без обзира на оријентацију зграде и непосредно окружење. Тежило се да салон буде не само репрезентативан по димензијама, већ и адекватно осунчан и пријатан за боравак гостију;
- Груписање помоћних просторија у функционални блок ‒ кухиња, остава, тоалет, купатило, соба за послугу (тзв. „девојачка соба”) и друге помоћне просторије (које су се ређе јављале), биле су груписане у дворишном крилу зграде и директно или посредно осветљене преко светларника. „Девојачка соба” је најчешће лоцирана непосредно уз кухињу и служила је за одмор и смештај послуге (млађи);
- Помоћни улаз за послугу ‒ поред главног улаза у стан, који је углавном репрезентативних димензија, увек је пројектован и помоћни улаз мањих димензија, који је преко простора терасе или лође, на дворишној страни објекта, повезан са кухињским делом и „девојачком собом”, чиме је успостављено неометано функционисање стамбених просторија и салона;
- Репрезентативне димензије просторија ‒ због тежње да се постигне што већа репрезентативност простора, најчешће је примењивана чиста спратна висина у распону од 3 до 3,6m. Због поједностављења градње плафони нису спуштани на различите висине у зависности од просторије у којој се налазе, већ је у читавом стану задржана иста висина;
- Систем циркуларних комуникација ‒ главне просторије салонског стана су у већини случајева повезане у низ проточних просторија, чиме је добијена могућност повременог проширења простора отварањем двокрилних, понекад и вишекрилних врата;
- Масивни конструктивни систем ‒ фасадни и поједини унутрашњи зидови су грађени од опеке (најчешће дебљине 38 или 51cm) и служили су за прихват армиранобетонске ситноребрасте таванице.